# Cleópatra (1934)
Cleopatra (bra/prt: Cleópatra) é um filme épico pre-Code estadunidense de 1934, do gênero drama histórico-biográfico, dirigido por Cecil B. DeMille, e estrelado por Claudette Colbert, Warren William, Henry Wilcoxon e Joseph Schildkraut. O roteiro de Waldemar Young e Vincent Lawrence foi baseado na adaptação de material histórico da vida de Cleópatra Filopátor, de Bartlett Cormack.
A produção recebeu cinco indicações ao Oscar. Foi o primeiro filme de DeMille a receber uma indicação de Melhor Filme.

## Sinopse

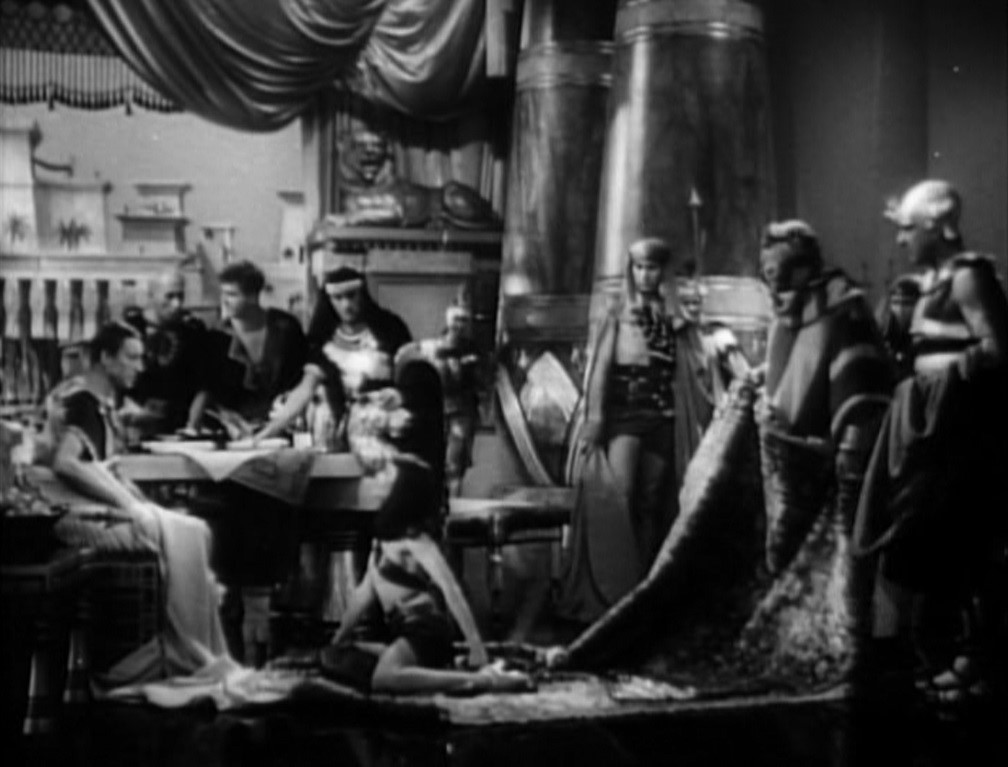
"Foi muito difícil ser enrolada em um tapete e respirar e sair parecendo satisfeita consigo mesma", Colbert relembrou. "Só tivemos que fazer aquela cena uma vez".

Em 48 a.C., a tortuosa Rainha egípcia Cleópatra Filopátor (Claudette Colbert) luta para manter seu tênue controle sobre seu reino, cortejando seus amantes Júlio César (Warren William) e Marco Antônio (Henry Wilcoxon) enquanto manipula a contínua luta pelo poder entre os dois romanos para seus próprios fins nefastos.

## Elenco
| - Claudette Colbert como Cleópatra Filopátor - Warren William como Júlio César - Henry Wilcoxon como Marco Antônio - Joseph Schildkraut como Herodes, o Grande - Ian Keith como Caio Otávio - Gertrude Michael como Calpúrnia Pisônia - C. Aubrey Smith como Enobarbo - Irving Pichel como Apolodoro - Arthur Hohl como Marco Júnio Bruto - Edwin Maxwell como Públio Casca - Ian Maclaren como Caio Cássio Longino - Eleanor Phelps como Charmion, serva de Cleópatra - Leonard Mudie como Potino - Grace Durkin como Iras, serva de Cleópatra - Ferdinand Gottschalk como Glábrio - Claudia Dell como Octávia | - Harry Beresford como Adivinho - Jane Regan como Lady Vesta - William Farnum como Lépido - Lionel Belmore como Fídio - Florence Roberts como Lady Flora - Richard Alexander como General Filodemas - Celia Ryland como Lady Leda - William V. Mong como Médico da corte - Robert Warwick como General Áquila - George Walsh como Mensageiro - Jack Rutherford como Flávio - Kenneth Gibson como Escriba - Wedgewood Nowell como Escriba - Bruce Warren como Escriba - Robert Manning como Élio - Edgar Dearing como Condenado |

## Produção

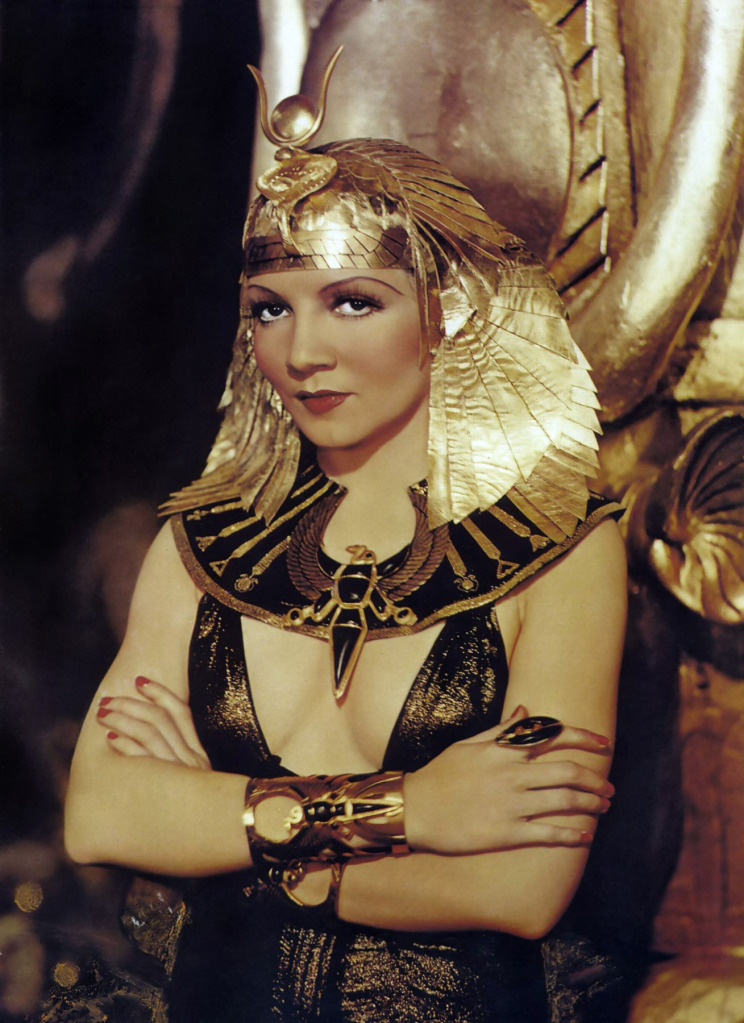
Fotografia publicitária de Colbert.

A filmagem foi difícil porque Colbert contraiu apendicite no set de seu filme anterior, "Four Frightened People", fazendo com que ela conseguisse ficar em pé por alguns minutos de cada vez. Os trajes pesados complicaram ainda mais sua situação. Devido ao medo de cobras de Colbert, DeMille adiou uma cena importante do roteiro o máximo possível. No momento de gravar a tal cena, ele entrou no set com uma jiboia-constritora enrolada no pescoço e entregou a Colbert uma pequena cobra de jardim.
Em 1.º de julho de 1934, o Código de Produção começou a ser rigorosamente aplicado e ampliado por Joseph Breen. Os filmes falados feitos antes dessa data são geralmente chamados de filmes "pre-Code". No entanto, pela produção já estar sendo realizada, DeMille ainda conseguiu utilizar cenas mais picantes, o que não foi possível em suas produções posteriores. Ele abre o filme com uma escrava aparentemente nua, mas estrategicamente iluminada, segurando um incensário em cada mão enquanto o título aparece na tela.
O filme também é memorável pelo suntuoso visual art déco de seus cenários e por seus figurinos, além da música atmosférica composta por Rudolph G. Kopp, e pela lendária filmagem de DeMille na cena de sedução de Antônio por Cleópatra, que acontece em sua barcaça. Colbert disse mais tarde: "Os filmes de DeMille eram especiais: de alguma forma, quando ele juntava tudo, havia um tipo especial de glamour e sinceridade".

## Lançamento
"Cleopatra" estreou nacionalmente em 16 de agosto de 1934, no Paramount Theatre, em Nova Iorque. O público presente, que aplaudiu o filme, incluía líderes sociais, diplomatas e estrelas famosas do teatro e do cinema. Em sua primeira semana, o filme bateu um recorde anual com a compra de 110.383 ingressos. "Cleopatra" se tornou o filme de maior bilheteria lançado na América do Norte em 1934.

## Recepção
Mordaunt Hall, em sua crítica para o The New York Times, chamou-o de "um dos espetáculos mais ambiciosos do diretor" e destacou o desempenho de Wilcoxon como "excelente, especialmente nas sequências mais dramáticas". A Film Daily chamou-o de "drama histórico suntuoso" com um "elenco forte" e "bons valores de entretenimento". John Mosher, para a The New Yorker, afirmou que o filme é moderado, mesmo com sua extravagância, e chamou o diálogo de "o pior que já ouvi nos filmes falados". A revista Variety concordou que "muitas vezes, as falas atraíam risos que não estavam sendo direcionados", mas afirmou que "fotograficamente, a produção é excelente".
O crítico de cinema Leonard Maltin deu ao filme 3.5/4 estrelas e escreveu: "A opulenta versão de DeMille de Cleópatra não é nada mau; destaca-se como um de seus filmes mais inteligentes, em grande parte graças às ótimas atuações de todos".

## Prêmios e homenagens
| Ano  | Cerimônia | Categoria                 | Indicado                                     | Resultado |
| ---- | --------- | ------------------------- | -------------------------------------------- | --------- |
| 1935 | Oscar     | Melhor filme              | Cecil B. DeMille (para a Paramount Pictures) | Indicado  |
| 1935 | Oscar     | Melhor diretor assistente | Cullen Tate                                  | Indicado  |
| 1935 | Oscar     | Melhor fotografia         | Victor Milner                                | Venceu    |
| 1935 | Oscar     | Melhor edição             | Anne Bauchens                                | Indicado  |
| 1935 | Oscar     | Melhor som                | Franklin Hansen                              | Indicado  |

Na edição de janeiro de 1935 da The New Movie Magazine, a atuação de Claudette Colbert no filme foi eleita o "Destaque do Ano" de 1934.
O filme foi reconhecido pelo Instituto Americano de Cinema na seguinte lista:
- 2002: 100 Anos...100 Paixões – Indicado[20]

## Mídia doméstica
Em 2006, este filme, junto com "O Sinal da Cruz" (1932), "Four Frightened People" (1934), "As Cruzadas" (1935) e "Union Pacific" (1939), foi lançado em DVD pela Universal Studios como parte da box set "The Cecil B. DeMille Collection".
A produção foi lançada como mídia doméstica várias vezes nos Estados Unidos, incluindo em 2009, numa edição em DVD em comemoração de seu 75.º aniversário, pela Universal Studios Home Entertainment.
No Reino Unido, "Cleopatra" foi lançado em uma edição dupla de DVD e Blu-ray em 24 de setembro de 2012, pela Eureka como parte de sua série "Masters of Cinema".
Em 10 de abril de 2018, a Universal Pictures Home Entertainment lançou o filme em Blu-ray.